# Mengis
Mengis ist eine Schweizer Familie, aus der über viele Generationen hinweg Mitglieder das Amt eines Scharfrichters ausübten.
Die Familie ist seit 1582 in Rheinfelden im heutigen Kanton Aargau nachgewiesen. Aber auch in anderen Teilen der Schweiz waren Mengis als Scharfrichter tätig: Um 1652 wird in Luzern ein Scharfrichter namens Baltzer (Balthasar) Mengis erwähnt, verheiratet mit Anna Vollmar (die Vollmar stellten ebenfalls über Generationen Scharfrichter in der Schweiz). Der erste namentlich in Akten dokumentierte Scharfrichter in Schwyz war Christoph Mengis († 1653). Sein Sohn Christoph Mengis junior (* 1627), übernahm das Amt 1651. 1681 kam die dritte Generation, Johannes Mengis, an die Reihe, ab 1695 war in vierter Generation wieder ein Balthasar Mengis als Exekutor in Schwyz tätig und ab 1723 dessen Sohn Bernhard Mengis. Sein Nachfolger, Johann Melchior Grossholz aus Luzern, war zwar vom Namen her kein Mengis, jedoch der Schwiegersohn von Bernhard Mengis; er war bis 1815 tätig. Der Vorname des letzten Mengis im Amt des Schwyzer Scharfrichters ist nicht überliefert, lediglich sein Todesjahr 1779.
Franz Josef Mengis (1801–1872), von Rheinfelden, führte am 24. Mai 1854 in Lenzburg an Bernhard Matter die letzte öffentliche Hinrichtung im Kanton Aargau aus.
Theodor Mengis senior (1839–1918) vollstreckte von 1879 an bis zu seinem Tod sämtliche in der Schweiz von Zivilgerichten gefällten Todesurteile. Darunter auch die letzte Hinrichtung im Kanton Luzern an Anselm Wütschert (20. Januar 1915). Der Basler Emil Beurmann porträtierte ihn 1903, eine Kopie des Bildes hängt bis heute in der Vorhalle des Ratssaales von Rheinfelden. Häufig wird Theodor Mengis senior sogar als „letzter“ Scharfrichter der Schweiz bezeichnet. Diese Einordnung ist allerdings nach derzeitigem Stand der Erkenntnisse fraglich. Denn bei den letzten Hinrichtungen waren die Scharfrichter zunehmend Anfeindungen von Seiten der die Todesstrafe ablehnenden Teile der Öffentlichkeit ausgesetzt, so dass teilweise die regulär mit diesem Amt betrauten, in der Öffentlichkeit bekannten Scharfrichter nicht zum Einsatz kamen und die Exekutionen stattdessen durch Unbekannte, die sich freiwillig beworben hatten, ausgeführt wurden. Deren Identität wird von den Behörden aus Gründen des Persönlichkeitsschutzes – auch ihrer Familien – bis heute nicht aufgedeckt.
Der letzte Scharfrichter im Aargau (der aber auch aus anderen Kantonen Aufträge erhielt) war nach derzeitigem Stand der Erkenntnis sein Nachkomme Theodor Mengis junior (1881–1958). Er starb ohne Nachkommen im Alter von 77 Jahren im Kanton Zürich.
Die letzte zivile Hinrichtung in der Schweiz wurde am 18. Oktober 1940 im Kanton Obwalden an Hans Vollenweider vollzogen, die Todesstrafe an sich wurde für zivile Straftaten am 1. Januar 1942 abgeschafft, im Militärstrafrecht am 20. März 1992. Zum 1. Juli 2003 trat zudem in der Schweiz das 13. Zusatzprotokoll der Europäischen Menschenrechtskonvention in Kraft, gemäss dem auch in Kriegszeiten oder bei unmittelbarer Kriegsgefahr die Todesstrafe nicht mehr verhängt werden darf.